# 鈴木麻奈美
鈴木 麻奈美（すずき まなみ、1977年9月9日 - ）は、日本のAV女優、元ストリッパー。元レースクイーン、起業家。

## 経歴
1997年12月にストリップにデビュー。
ストリップ興行とAV女優業デビューを並行して出演、同時進行で行い「元レースクイーン、現役AV女優がストリップ劇場に出演する」という、新しい形を作ったAV女優の1人である。
1998年3月15日、『ハートの芯までHして』（宇宙企画）でAVデビュー。デビュー当時人気AVメーカーであった宇宙企画、KUKI、MAX-A、アトラス、アリスJAPANの5社契約となり話題となった。5社契約デビューはAV業界歴史上初であり、2000年春までは、この5社各メーカーより順次作品が発売され、アダルトレンタル市場で活躍。AVクイーンとなる。
AVデビュー年の1998年は、契約の5社AVメーカーのうち、宇宙企画の年間売上作品1位、アリスJAPANの年間売上作品1位、MAX-Aの年間売上作品2位。レースクイーンからのAV女優の先駆けであり、新たな時代を作った。
アダルト業界に入る以前のレースクイーン時代は企業契約であった為、規制により公開していない。
某大手雑誌の一般公募で応募総数約5000人の中から某大手企業のＦ1イメージガールに選ばれ雑誌、イベント、テレビなどでも活躍していた。他GTでも活躍。
アダルト業界に入ったきっかけは身内の経済的事情、金銭的理由によるもので家族を助けていく為であった。貿易や芸能など手掛けていた実業家の実父が癌で他界、2番目の父親も病気で他界、母親の経営する事業の破綻、負債など、数多くの引越し、土地を転々とする。高校迄に苗字が3度変わるなど複雑な家庭環境で育つ。血の繋がった兄妹や腹違いの兄弟がいる。
FLASHに「レースクイーンがAVに」と掲載され「1億円の美脚」のキャッチコピーなど、大きな注目を集め、グラビアでは1998年 - 1999年に数多くのグラビア誌に出ており、『週刊プレイボーイ』では新人賞を取るなど人気を博す。2000年頃には、篠山紀信の激写シリーズグラビアなど他、各多様なグラビア誌に掲載される。
この頃、スカイパーフェクTV!にあるアダルト専門チャンネル「チェリーボム」の立ち上げ宣伝イメージグループ『チェリーボンバーズ』の初代のメンバー（鈴木麻奈美・流星ラム・若菜瀬奈・星乃まい）でもあった。 チェリーボンバーズでは、日本テレビの熱湯コマーシャルに出演、テレビ東京の「ミニスカポリス対チェリーボンバーズ」で準レギュラーなど活動。以降、日常生活で有名になりたくない為、テレビ番組などのメディアへの露出を規制、AV作品とストリップ興行中心となる。
2000年～2001年頃に、本人の作詞によるオリジナルCDを6曲作成。以降、2006年に、内の2曲がiTunesに登録される。Manami Suzuki名義。
2000年よりAVセルメーカー作品に進出。当時の北都の新メーカーMOODYZの立上げ、宣伝AV女優4人のうちの1人（鈴木麻奈美・金沢文子・麻宮淳子・三浦あいか）となり、MOODYZ第1作品「Chaos-色情四姉妹-」にこの4人で出演。 鈴木麻奈美は、インディーズ作品初登場となり話題を呼ぶ。新メーカーMOODYZの御披露目、発表はグァムで100人以上の関係者により大々的に行われ、イメージ宣伝AV女優の4人として活躍。以降、セルメーカー作品を中心に活躍。同年、ストリップでは浅草ロック座に初公演。
MOODYZ作品及びCA内グループメーカーでは、ハードな作品にも出演しNGを解禁するなどもした。
AV女優、ストリップ業以外では、2002年～2003年頃、台湾と日本のエステのイメージガールになる、台湾のテレビ番組、雑誌などに出演。同時期、本人プロデュース、企画運営・公式HP「keep the dream」開設（その後閉鎖）。他「keep the dream」のポスターや、オリジナルグッズ、子供向けキャラクターグッズのなども制作。
2004年、イオンプロモーションの鈴木麻奈美公式ブログ開始（2006年末に閉鎖）。
2005年5月、渋谷道頓堀劇場の出演を最後にストリップ公演休業。事実上、7年半のストリップ興行に幕を閉じる。
引退興行はせずフェイドアウト。全国各地、北から南、温泉場にあるストリップ劇場から老舗ロック座系列、道頓堀劇場系列他、数多くの劇場興行に出演、AV女優と同時進行で数多くの舞台を踏んだ。ストリップ時代はファンとは手紙や写真のサインなどでしか交流しない踊り子であった。
2006年12月、9年間のアダルト業界、メディアでの活動を全て引退。AV引退作品は撮っておらず、海外配信作品及び、アタッカーズの「夫の目の前で犯されて・・泡に沈む美人妻」が最後の撮影となり同時に最後の作品となった。海外配信無修正作品においてはファンに衝撃を残した。正規作品であり、鈴木麻奈美、金沢文子、灘ジュンの出演により時代が大きく変わっていった。
引退後以降の約4年間、活動空白期間。
2010年3月、AV女優専門キャバクラ「LILITH」にキャスト兼広報担当に就任し勤務を始める。
同年6月、店が移転しAV女優専門キャバクラ「RedDragon」となるが、引き続きキャスト兼広報担当を務める。
同年11月、鈴木麻奈美公式ブログが開設される。
2011年1月、公式サイト開設。同月『あなた、許して…。 恩師との情事』（アタッカーズ）で、4年ぶりにビデオ再活動、復帰をする。以降、アタッカーズ専属でAV作品をリリース。復帰後は全てドラマ作品、引き続き単体作品のみの出演となる。
同年7月、所属の東洋ショー劇場で6年ぶりにストリップに1興行のみ出演し、元劇場トップとしてトリを務めた。
2012年5月、AV女優専門キャバクラ六本木「RedDragon」広報担当を退任する。
以降、AV作品出演と他事業の経営者をしている。他事業などは公表していない。
2014年5月、公式Facebookpage開設。
同年、web限定グラビアをセルフプロデュース。スカパーの女優おんせんやアリスJAPAN20周年イベントなどに一時的に出演したが、以降はメディアの露出NG規制を戻し、時々のAV作品出演が基本となっている。
2015年春以降、アダルト業を全て保留。
2015年12月、アダルト業界デビュー18周年。うちAV女優歴としての活動期間は14年間である。

## 人物
趣味:ジャズダンス、旅行。ショッピング、音楽鑑賞、ダンス。料理。
特技:フランス語。

## 作品

### アダルトビデオ（単体作品）
1998年
- ハートの芯までHして（3月15日、宇宙企画 IH-03）VHS ※デビュー作
  - ハートの芯までHして（11月21日、宇宙企画 MDS-005）DVD
  - ハートの芯までHして 廉価版（2001年3月4日、宇宙企画 MDZ-5）DVD
- No.1 鈴木麻奈美（4月21日、KUKI VHS JF-476）
  - No.1 鈴木麻奈美（2000年1月19日、KUKI KDV-020）DVD
  - No.1 (リニューアル版) 鈴木麻奈美（2002年2月22日、KUKI KDH-011）DVD
- Shout!! 鈴木麻奈美（5月25日、マックス・エー XC-1128）
- 猥褻モデル 鈴木麻奈美（6月19日、アリスJAPAN KA-1885）
- パンストラヴァーズ（7月15日、アトラス21 8A-072）VHS
  - パンストラヴァーズ（2000年3月2日、アトラス21 AVD-007）DVD
- アクエリアス 鈴木麻奈美（8月9日、宇宙企画 IH-24）VHS
  - アクエリアス（1999年3月20日、宇宙企画 MDS-008）DVD
  - アクエリアス 廉価版（2000年9月16日、宇宙企画 MDZ-008）DVD
- プライバシー（9月25日、アトラス21 8A-095）
- NEO出血大制服 45（10月20日、アトラス21 8A-102）
- パンストクイーン 鈴木麻奈美（11月、アトラス21 MM-93）
- 女尻 鈴木麻奈美（11月20日、アリスJAPAN KA-1904）
- 解禁 鈴木麻奈美（11月30日、サクセス・ビデオ・コミュニティー SVC-3295）
- 愛の嵐 鈴木麻奈美（12月18日、宇宙企画 IH-44）

1999年
- 義姉の生下着 9（1月22日、KUKI JF521）VHS
  - 義姉の生下着（2000年1月1日、KUKI KDE-084）DVD
  - 義姉の生下着（2000年2月21日、KUKI KDV-084）DVD
- セルフポートレート #1（2月19日、アリスJAPAN KA-1915）
- 鈴木麻奈美 DELUXE（3月、メディアックス MEV-361）
- 肉体白書 LOVE＆SEX（3月25日、アトラス21 9A-034）
- コスプレ淫乱ドール（4月4日、アトラス21 MM-109）
- コールガールSPECIAL〜麻奈美が壊れてしまった理由（4月15日、アトラス21 9A-041）
- ズブ濡れ人生激情（5月31日、KUKI KT375）VHS
  - ズブ濡れ人生激情（2000年11月17日、KUKI KDH045）DVD
  - ズブ濡れ人生激情（2002年2月22日、KUKI KDV-067）DVD
- AVアイドル伝説（6月20日、アトラス21 9A-062）
- 美尻 5 鈴木麻奈美（7月、サクセス・ビデオ・コミュニティー）
- Body Shop（7月20日、アトラス21 9A-072）
- スーパーハードエクスタシー（9月12日、アトラス21 MM-129）
- ザ・リアル 鈴木麻奈美（12月30日、SAMM CSV-027）

2000年
- 口全ワイセツ 29 鈴木麻奈美（1月27日、SAMM VSV-002）
- SEXUALボディGスポットの誘惑 鈴木麻奈美（3月1日、アトラス21 MM-156）
- 恋愛小説 鈴木麻奈美（3月31日、SAMM VSV-008）
- 逆ソープ天国 鈴木麻奈美（4月25日、アリスJAPAN KR-9123）
- ヴァーチャルSEX 鈴木麻奈美（5月21日、h.m.p HODV-00049）2000年のオムニバス作品
- 温泉へいこうよ（5月23日、アリスJAPAN KA-1978）
- スウィート・ラバーズ 鈴木麻奈美（6月3日、スターシップ SSD-19）
- THE BLONDE 鈴木麻奈美（6月22日、VIP VIP-025）VHS
  - BLONDE 鈴木麻奈美（7月21日、VIP VIP-D004）DVD
- a documentary film･･･本性 鈴木麻奈美（8月15日、KUKI JF617）
- 鈴木麻奈美セルビデオはじめました。（10月25日、ソフトオンデマンド RSP-011）
- COSTUME PRINCESS 鈴木麻奈美（11月1日、MOODYZ MDI-011）VHS
  - COSTUME PRINCESS 鈴木麻奈美（2001年11月15日、MOODYZ MDID-011）DVD
- 鈴木麻奈美のまなざし痴女（12月8日、ソフトオンデマンド RGO-019）

2001年
- 鈴木麻奈美 手コキ調教 4（2月1日、ソフトオンデマンド SSP-018）
- Virtual Lover 鈴木麻奈美（3月1日、MOODYZ MDI-029）VHS
  - Virtual Lover 鈴木麻奈美（2002年2月15日、MOODYZ MDID-029）DVD
  - Virtual Lover 鈴木麻奈美（2002年11月14日、ジーオーティー KMZT-007）DVD
- オナニーのお手伝いしてあげる（4月20日、ソフトオンデマンド SDDM-001）DVD
  - オナニーのお手伝いしてあげる（12月25日、ソフトオンデマンド RSENZ-031）VHS
  - オナニーのお手伝いしてあげる（2008年10月9日、ソフトオンデマンド LGND-007）DVD
- エロチカが選ぶレースクイーン名鑑2001（5月18日、アリスJAPAN KS-8448）
- 鈴木麻奈美の音（5月、ソフトオンデマンド SENZ-033）
  - 鈴木麻奈美の音（2002年1月15日、ソフトオンデマンド RSENZ-033）
- フェチ! フェチ! フェチ! 鈴木麻奈美（6月1日、MOODYZ MDI-044）VHS
  - フェチ! フェチ! フェチ! 鈴木麻奈美（2002年4月1日、MOODYZ MDID-044）DVD

2002年
- 超 股間のアングル 鈴木麻奈美（10月29日、ワンズファクトリー SA-121）DVD
  - 超 股間のアングル 鈴木麻奈美（2003年9月18日、ワンズファクトリー RW-006）VHS

2003年
- デジタルモザイク Vol.009 鈴木麻奈美（3月1日、MOODYZ MDED-054）
- Do You Wanna Fuck? 鈴木麻奈美（4月1日、MOODYZ MDL-024）VHS
  - Do You Wanna Fuck? 鈴木麻奈美（4月1日、MOODYZ MDLD-024）DVD
  - Do You Wanna Fuck? 鈴木麻奈美（7月17日、ジーオーティー KMZT-079）DVD
- ドリームウーマンVOL.14 鈴木麻奈美（5月1日、MOODYZ MDE-068）VHS
  - ドリームウーマンVOL.14 鈴木麻奈美（5月1日、MOODYZ MDED-068）DVD
  - ドリームウーマンVOL.14 鈴木麻奈美（8月14日、ジーオーティ KMZT-086）DVD
- Angel 鈴木麻奈美（6月8日、アイデアポケット AND-128）
- 下半身超アップの世界 5 鈴木麻奈美（7月1日、MOODYZ MDLD-053）
- 女教師レイプ 奴隷的人権の尊重 鈴木麻奈美（8月8日、アタッカーズ SHKD-190）
- 鈴木麻奈美 マニアックス（9月1日、MOODYZ MDLD-071）
- 鈴木麻奈美 精子飲む。（10月15日、MOODYZ MDLD-082）
- 淫語痴女 エロい女の淫語あそび 鈴木麻奈美（11月15日、MOODYZ MDLD-095）

2004年
- Sex On The Beach 3 鈴木麻奈美（2月1日、MOODYZ MDLD-123）
- イカセ4本番 絶頂オマンコトランス 鈴木麻奈美（3月1日、MOODYZ MDLD-132）
- 僕のママは美人社長秘書 鈴木麻奈美（4月15日、MOODYZ MDLD-152）
- 龍縛監禁凌辱 9 喪服奴隷 鈴木麻奈美（8月8日、アタッカーズ RBD-036）

2005年
- 拘束トランス BEST（2005年7月1日、MOODYZ）

2006年
- BeautyStyle 01 MANAMI 鈴木麻奈美（6月25日、イエロー ELO-025）
- Fragrance 04 MANAMI 鈴木麻奈美（7月25日、イエロー ELO-031）
- ハイパーデジタルモザイク Vol.045（11月13日、MOODYZ 7MIDD-224）

2007年
- 夫の目の前で犯されて 泡に沈む美人妻 鈴木麻奈美（2月7日、アタッカーズ SHKD-283）
- 絶対本番DX Vol.045 鈴木麻奈美（5月24日、MOODYZ 5MID-224）

2011年
- あなた、許して…。 恩師との情事（1月7日、アタッカーズ RBD-235）
- 潜入捜査官 麻奈美 快感に耐え抜いて…（3月7日、アタッカーズ ATID-171） 
  - 潜入捜査官 麻奈美 快感に耐え抜いて…（2012年5月24日、アタッカーズ 5ATI-171）
- 美人セレブ妻、堕ちるまで…（4月7日、アタッカーズ RBD-261）
  - 美人セレブ妻、堕ちるまで…（2012年5月24日、アタッカーズ 5RB-261）
- 聖職者の過ち プライドを捨て広告塔になった准教授（6月7日、アタッカーズ RBD-278）
  - 聖職者の過ち プライドを捨て広告塔になった准教授（12月24日、アタッカーズ 4RB-278）
- 忍道凌辱淫戯（8月7日、アタッカーズ ATID-181）
- 悲しみの肉体献上 3 ごめんね あなた 私もう堕ちてしまいそう…（9月7日、アタッカーズ RBD-297）
- セックスクリニック女医・麻奈美（10月7日、アタッカーズ ATID-188）
- 痴漢映画館 こんな所で…なのに、なのに私ったら…！（11月7日、アタッカーズ RBD-316）
- 献身の美人妻5年目の浮気（12月7日、アタッカーズ RBD-324）

2012年
- 罠に嵌められ堕とされて…。 〜絶対イケナイ「凌辱ゲーム」〜（1月7日、アタッカーズ RBD-340）
- 未亡人凌辱 弟の前では堪忍して下さい（7月7日、アタッカーズ RBD-388）
- 美人女将 凌辱女体接待 3（10月7日、アタッカーズ RBD-415）

2013年
- 被虐の女スパイ 鈴木麻奈美（1月7日、アタッカーズ ATID-213）
- 狙われた美人女教師 ストーカー 狂気の妄想恋愛の果てに… 鈴木麻奈美（9月7日、アタッカーズ RBD-509）
- あなたに愛されたくて。 鈴木麻奈美（11月7日、アタッカーズ ADN-002）
- Shout！ 鈴木麻奈美 復刻版（12月27日、マックス・エー MRMM-013）

2014年
- 貞操帯の女 16 鈴木麻奈美（4月7日、アタッカーズ RBD-571）
- 深窓の哀縛夫人 鈴木麻奈美（11月7日、アタッカーズ JBD-179）

2015年
- 犯された美人ハスラー 恥辱へのブレイクショット 2 鈴木麻奈美（4月7日、アタッカーズ SHKD-610）

### アダルトビデオ（共演作品）
- 禁断の世界 鈴木麻奈美 藤野あかね（1998年7月10日、マーメイドギャルズ KS-001）
- Chaos カオス －色情四姉妹－ 金沢文子 三浦あいか 麻宮淳子 鈴木麻奈美（2000年9月1日、MOODYZ MDQ-001）VHS 全4名
  - Chaos カオス －色情四姉妹－ 金沢文子 三浦あいか 麻宮淳子 鈴木麻奈美（2001年7月1日、MOODYZ MDQD-001）DVD 全4名
  - Chaos カオス －色情四姉妹－ 金沢文子 三浦あいか 麻宮淳子 鈴木麻奈美（2002年10月10日、ジーオーティー KMZT-001）DVD 全4名
- P-Teachers 危ない個人教師 鈴木麻奈美 金沢文子（2000年10月2日、ムーディーズ MDQ-002）VHS
  - P-Teachers 危ない個人教師 鈴木麻奈美 金沢文子（2002年12月12日、ジーオーティー KMZT-012）DVD
- ドリーム学園 8（2003年12月1日、MOODYZ MDED-144）全7名
  - ドリーム学園 8（2005年11月20日、MOODYZ 5MDE-144）全7名
- 解放区 RELEASE DIVISION 聖姦への臨戦体勢（2004年7月8日、アタッカーズ SHK-210）VHS 全4名
  - 解放区 RELEASE DIVISION 聖姦への臨戦体勢（2004年7月8日、アタッカーズ 5SHK-210）DVD 全4名
- 女怪盗女豹 3 ゴッホの贋作 森咲小雪 鈴木麻奈美 牧本千幸（2004年10月8日、アタッカーズ SSPD-013）全3名
  - 女怪盗女豹 3 ゴッホの贋作 森咲小雪 鈴木麻奈美 牧本千幸（2005年12月25日、アタッカーズ 5SSP-013）全3名
- さよならが言いたくて… 小沢まどか 三咲まお 金沢文子 鈴木麻奈美（2006年5月16日、桃太郎映像出版 SEND-06）全4名

### アダルトビデオ（オムニバス単体作品、BESTもの）
- 鈴木麻奈美スーパーBEST・宇宙企画（1999年6月、宇宙企画）※1998 - 1999年頃のオムニバス作品
- 鈴木麻奈美の秘密（2000年7月）※1998、9年頃のオムニバス作品
- 愛蔵版 鈴木麻奈美（8月1日、h.m.p）
- 鈴木麻奈美ベストセレクション（2001年9月14日、SOD RSP-041）※2001年頃のオムニバス作品
  - 鈴木麻奈美ベストセレクション（2001年10月6日、SOD SDDL-052）※2001年頃のオムニバス作品
- 鈴木麻奈美セルビデオはじめました。＆まなざし痴女（2003年3月6日、SODクリエイト SDDL-248）※2000 - 2001年頃のオムニバス作品
- 宇宙企画Memorial 鈴木麻奈美（2003年7月18日、宇宙企画）※1998年 - 1999年頃のオムニバス作品 「ハートの芯までHして」「アクエリアス」「愛の嵐」を収録
- BEST4時間 鈴木麻奈美（2004年1月28日、アトラス21 AVD-174）※1998年 - 2000年頃のオムニバス作品 「プライバシー」「肉体白書」「コールガール」「Body Shop」を収録
  - BEST4時間 鈴木麻奈美（2013年9月25日、アトラス21 DAG-026）※1998年 - 2000年頃のオムニバス作品 「プライバシー」「肉体白書」「コールガール」「Body Shop」を収録
- ノーカット4時間!! 鈴木麻奈美（2004年2月13日、アリスJAPAN DV-325）※1998年 - 2000年頃のオムニバス作品 「セルフポート」「猥褻モデル」「女尻」「逆ソープ天国」を収録
- MOODYZ 鈴木麻奈美スペシャル（2004年5月15日、MOODYZ MDLD-168）
- アタッカーズ鈴木麻奈美Special（2005年5月13日、アタッカーズ ATKD-071）※2003 - 2004年頃のオムニバス作品 「女教師レイプ奴隷的人権の尊重」「解放区」「龍縛監禁凌辱 9」「女怪盗女豹 3」を収録
- 鈴木麻奈美伝説（2007年4月13日、NEO ATLAS UQUV-065）※1998年頃の作品オムニバス
- 鈴木麻奈美 型抜きホール（2007年9月7日、デュラス RRLL-003）※2000年頃の作品より
- アリスピンクファイル 鈴木麻奈美（2008年9月12日、アリスJAPAN PDV-051）
- あのアイドルがスーパーリマスターREMIXで甦る 鈴木麻奈美（2009年4月21日、ビデオバンク BNDV-00647）
- MOODYZ 懐かしの名女優コレクション Vol.8 鈴木麻奈美（2010年2月1日、ムーディーズ MIBD-469）
- STAR FILE 鈴木麻奈美（2010年3月16日、スターゲート SGSFS-019）※1998年頃の作品総集編
- 鈴木麻奈美 4時間 SOD Premium Collection（2011年11月5日、SODクリエイト SDMT-615）
  - 究極の美脚女優 鈴木麻奈美 4時間 SOD Premium Collection（2012年2月14日、SODクリエイト R-SDMT-615）

### アダルトビデオ（編集作品）
1999年
- ミニスカ倶楽部 7 鈴木麻奈美（5月15日、アトラス21 S-99051）
- NEO 出血大制服 スーパーコレクション 6（6月15日、アトラス21 9A-061）全7名
- 宇宙企画DX 120分スペシャル（7月11日、宇宙企画 FX-32）全10名
- 乳TANKの天使たち 6（8月18日、KUKI KT-388）全8名
- ザ・コールガール Selection（8月20日、アトラス21 9A-082）全7名
- KUKI DX オッパイがイッパイ！！（9月24日、KUKI VKD113）全13名
- KUKI 20th Anniversary（10月15日、KUKI KDV079）全15名
- 宇宙企画DX 120分スペシャル 2（10月30日、宇宙企画 MDV-010）全10名
  - 宇宙企画DX 120分スペシャル 2（2002年2月9日、宇宙企画 MDZ-019）全10名
- 女神 VOL.1 みなみありす メイファ 三浦あいか 三田友穂 他（12月10日、メディアバンク）全19名
- KUKI人気女優BEST VOL.8 流星ラム 鈴木麻奈美（12月10日、KUKI QX-707）
- 女尻CLIMAX 3nd（12月17日、アリスJAPAN KA-1955）全5名

2000年
- 口全ワイセツのすべて 三田友穂 樹まり子 浅倉舞 ほか（1月7日、h.m.p）全8名
- 猥褻モデルREMIX（2月11日、アリスJAPAN KA-1965）全5名
- 宇宙企画2000GOLD（3月25日、宇宙企画 MDV-017）全10名
- ラヴァーズSelection 2（4月28日、メディアバンク MBV-042）全7名
- ズブ濡れ人生激情 アーカイブ（6月15日、KUKI KT448）全9名
- 口唇美人 2 官能淫らな舌使い（6月28日、メディアバンク MAV-022）全16名
- 禁断のレズ天国（7月8日、笠倉出版社 AJV80-51）全6名
- Body Shop（7月13日、アトラス21 AVD-030）全4名
  - Body Shop（2001年5月25日、アトラス21 RDVA-014）全4名
- 女尻クライマックス 2（7月21日、アリスJAPAN DV-028）全5名
  - 女尻クライマックス 2（2001年6月22日、アリスJAPAN RDV-028）全5名
- Venus Re-mix Vol.2（8月18日、アルタ RALT-002）全6名
- AV2000 Vol.1（8月25日、メディアバンク ARD-023）全20名
- Chaos カオス 色情四姉妹（9月1日、ムーディーズ MDQ-001）全4名
- 猥褻モデル ヌルヌル 5（9月22日、アリスJAPAN DV-033）全5名
- 口全ワイセツスペシャル 2（9月23日、h.m.p VSV-16）全5名
- 宇宙企画2000 BOX PREMIUM（9月30日、宇宙企画 MDV-025）全20名
- ズブ濡れ人生激情 Special（10月20日、KUKI KDV-117）全6名
- ルネッサンス 2 甦る口全ワイセツ（11月10日、h.m.p HODV-00059）全32名
- AV SUPER Vol.1 小沢まどか 鈴木麻奈美（11月24日、デジタルドリームデベロップメント ADD-001）全2名
- アトラス MEGA MIX 3 昇天する女神たち（12月13日、アトラス21 A00-121）VHS 全18名
- ソフト・オン・デマンドおかげさまで5周年記念特選作品集 女優編（12月15日、SODクリエイト RSP-015）全39名
- No.1 20世紀コレクション（12月21日、KUKI JF638）全9名

2001年
- MEGA-MIX 3（1月24日、アトラス21 AVD-47）全18名 ※DVD版
- 宇宙企画2000 GOLD（2月23日、宇宙企画 RMD-013）全10名
- NEO 出血大制服 完全版 3（3月13日、アトラス21 A01-031）VHS 全21名
  - NEO 出血大制服 完全版 VOL.3（5月18日、アトラス21 AVD-059）DVD 全22名
- 宇宙企画DX120分スペシャル 2（3月23日、宇宙企画 RMD-015）全10名
  - 宇宙企画DX120分スペシャル 2（2002年2月9日、宇宙企画 MDZ-019）全10名
- 逆ソープ天国 貸切スペシャル 5（5月18日、アリスJAPAN KR-9151）全5名
- M.V.P.（メモリアル ビップ プリンセス）（6月15日、VIP VIP-074）全5名
- パンストラヴァーズ 完全版（7月12日、アトラス21 A01-071）全7名
- パンストラヴァーズ スペシャル（8月17日、アトラス21 AVD-068）全7名
- [ジェネレーション]（8月31日、メディアバンク VIP-D054）全10名
- TANKアーカイブ（8月31日、KUKI KTD007）全20名
- 手コキ調教シリーズ 2（カップリング3、4）奥菜亜美 鈴木麻奈美（9月7日、SODクリエイト SDDL-053）※「手コキ調教 3/奥菜亜美」「手コキ調教 4/鈴木麻奈美」を収録
- service 鈴木麻奈美 瞳リョウ 児島香織里（9月21日、デジタルドリームデベロップメント ADD-016）全3名
- イメクラSuper（10月5日、メディアバンク ARD-003）全10名
- 濡れた女たち 4STORY 氷高小夜 鈴木麻奈美 北村うるか 深田美穂（10月21日、ビデオバンク BNK-00065）全4名
- 猥褻モデルヌルヌル 5（12月14日、アリスJAPAN DV-033）全5名

2002年
- ザ・リアル＆ザ・カゲキ 愛蔵版1999-2001（1月24日、h.m.p FSV-001）全6名
- 逆ソープ天国スペシャルエレクト 4（2月8日、アリスJAPAN DV-120）全5名
- 口全ワイセツ 晩餐（4月23日、h.m.p FSV-008）全6名
- 痴女ベストセレクション 森下くるみ うさみ恭香 長瀬愛 長谷川留美子 鈴木麻奈美 ほか（5月4日、SODクリエイト SDDL-146）多数出演
- 音シリーズ 第5巻 鈴木麻奈美 小室りりか（6月20日、SODクリエイト SDDL-161）全2名
- A.I. ATLAS INTEGRAL（6月21日、アトラス21 AVD-100）全50名
- フェロモンむんむんお姉さん騎乗位特集（7月15日、ムーディーズ MDED-002）全34名
- 美脚長脚フェチ（8月1日、ムーディーズ MDE-003）VHS 全7名
  - 美脚長脚フェチ（8月1日、ムーディーズ MDED-003）DVD 全7名
- 着衣のSEX（9月1日、ムーディーズ MDE-007）全10名
- Atlas Adlut Actress Vol.1 16人の射激祭（9月10日、アトラス21 A02-091）全16名
- ズブヌレMIX（9月19日、KUKI KTD-027）全19名
- 背の高いお姉さんは好きですか？（10月1日、ムーディーズ MDE-013）全9名
- 絶頂クライマックススペシャル（11月1日、ムーディーズ MDE-023）全23名
- COSTUME PRINCESS 総集編（12月1日、ムーディーズ MDE-032）VHS 全6名
  - COSTUME PRINCESS 総集編（12月1日、ムーディーズ MDED-032）DVD 全6名
- アリスJAPAN 2003（12月13日、アリスJAPAN DV-200）全24名
- 有名単体女優25人のオナニーばっかり集めました。（12月15日、ムーディーズ MDE-035）全25名
  - 有名単体女優24人のオナニーばっかり集めました。（2003年4月10日、ジーオーティー KMZT-047）全24名
- AV20年史 Deluxe 2（12月20日、デジタルドリームデベロップメント DAJ-2）全20名

2003年
- ゴージャスオナニー Deluxe（1月24日、Five Star DAJ-004）全40名
- SUPERおしゃぶり大図鑑 4時間DX 小池亜弥 佐々木愛子 メイファ 鈴木麻奈美 ほか（1月24日、メディアバンク AMD-084）多数出演
- セルビデオはじめました ＆ まなざし痴女 鈴木麻奈美（3月6日、ソフトオンデマンド SDDL-248）※「セルビデオはじめました」「鈴木麻奈美のまなざし痴女」を収録
- AVナースステーション（3月15日、ムーディーズ MDE-060）VHS 全10名
  - AVナースステーション（3月15日、ムーディーズ MDED-060）DVD 全10名
- ムーディーズ女優コレクション 1（4月1日、ムーディーズ MDE-064）VHS 全20名
  - ムーディーズ女優コレクション 1（4月1日、ムーディーズ MDED-064）DVD 全20名
- 女社長丹羽ひとみが選ぶお気に入り作品集（4月15日、ムーディーズ MDED-065）全13名
- オナニーのお手伝いしてあげる作品集 VOL.1（4月17日、SODクリエイト SDDL-258）全7名
- Back！ Hip！ Fuck！ 2（5月1日、ムーディーズ MDED-072）全22名
- フェラチオBEST 2（7月1日、ムーディーズ MDE-091）全14名
- ハメ撮り中毒（8月1日、ゾーンワークス ZW-031）全6名
- レズ Deluxe 1（8月8日、ディースリー DAJ-18）全12名
- 顔射コレクション（10月15日、ムーディーズ MDED-130）全12名
- おっぱい1000個コレクション 2 ひろせまなつ 峰不二子 南波杏 鈴木麻奈美 ほか（10月15日、ムーディーズ MDED-131）多数出演
- NEO出血大制服ノーカットVol.6 憧れのAVアイドルselection（10月31日、アトラス21 BVD-019）全4名
- フェラチオデジタルモザイク11連発！（11月1日、ムーディーズ MDED-136）全11名
- VIP感謝祭～A級女優22人乱れ咲き～（11月28日、メディアバンク VIP-D216）全22名
- クンニエクスタシー（12月15日、ムーディーズ MDED-157）全21名
- 宇宙企画 Debut Collection 3（12月26日、宇宙企画 MDS-179）全20名

2004年
- 有名女優蔵出し作品集 及川奈央 彩名杏子 鈴木麻奈美 ほか（2月19日、ソフトオンデマンド SDDL-321）
- 美脚BEST（3月1日、ムーディーズ MDED-193）全12名
- 単体女優厳選オナニー（3月15日、ムーディーズ MDED-197）全11名
- 小さなおっぱいBEST（4月1日、ムーディーズ MDED-203）全7名
- オナニーのお手伝いしてあげるアニバーサリー 20人の聖母（4月15日、SODクリエイト SDDL-331）全20名
- マンすじBEST（5月1日、ムーディーズ MDED-217）全15名
- Back！Hip！Fuck！3（5月1日、ムーディーズ MDED-218）全20名
- Angel Premium VOL.7（5月8日、アイデアポケット ANPD-007）全20名
- 口全ワイセツ BEST 2（5月21日、h.m.p KSV-0068）全21名
- Angel フェラ5人抜きセレクション（6月8日、アイデアポケット IDBD-053）全17名
- 女優大名鑑 3（7月1日、ワンズファクトリー TW-109）全15名
- 口全ワイセツ BEST 4時間（7月10日、ビデオバンク BNDV-213）全42名
- 手コキ足コキBEST（7月15日、ムーディーズ MDED-253）全10名
- ドリーム学園BEST 2 南波杏 君嶋もえ 及川奈央 鈴木麻奈美 ほか（7月31日、ムーディーズ MDED-259）多数出演
- ATLAS TWENTY ONE（8月20日、アトラス21 AVD-200）全60名
- 死夜悪 The Best 33 女教師セレクト 5（9月8日、アタッカーズ ATKD-059）全8名
- MOODYZ女優コレクション 6（10月15日、ムーディーズ MDED-297）全20名
- フェラチオBEST 5 南波杏 平山朝香 遥優衣 鈴木麻奈美 ほか（12月1日、ムーディーズ MDED-319）多数出演
- デジタルモザイクBEST 2（12月1日、ムーディーズ MDED-320）全6名
- ドリームウーマンBEST 3（12月1日、ムーディーズ MDED-321）全6名

2005年
- バイブBEST（1月1日、ムーディーズ MDE-335）VHS 全19名
  - バイブBEST（1月1日、ムーディーズ MDED-335）DVD 全19名
- デジタルモザイク 挿入部ばかり集めました！（2月1日、ムーディーズ MDED-349）全15名
- 淫語！淫語！淫語！3（2月15日、ムーディーズ MDED-356）全7名
- おしゃぶりメガファック！！！（2月28日、h.m.p HRDV-00229）全18名
- 死夜悪アンソロジー 7（4月8日、アタッカーズ ATAD-018）全36名 ※28タイトルを編集
  - 死夜悪アンソロジー 7（10月26日、アタッカーズ 5ATA-018）全36名 ※28タイトルを編集
- オナニーのお手伝いしてあげる Special Edition Vol.2「オナてつハイライト」＋デジモ。リマスタリング（4月21日、SODクリエイト SDDM-608）全4名
- 単体女優のザーメンゴックンBEST200連発（5月1日、ムーディーズ MDED-391）全9名
- Angel フェラ5人抜きセレクション（6月30日、アイデアポケット 5IDB-053）全17名
- DREAM WOMAN ぶっかけコレクション（7月1日、ムーディーズ MDED-421）全10名
- 拘束トランス BEST（7月1日、ムーディーズ MDED-423）全10名
  - 拘束トランス BEST（2006年1月28日、ムーディーズ 5MDE-423）全10名
- 青姦天国 2（7月13日、ムーディーズ MDED-432）全10名
- えろメガネ 〜デキる女の誘惑視線〜 （10月1日、ムーディーズ MIBD-011）全10名
- ドリーム学園 地獄の集団レイプ狂想曲 及川奈央 君嶋もえ 月野しずく 坂下麻衣 鈴木麻奈美 ほか（10月1日、ムーディーズ MIBD-012）多数出演

2006年
- ゲキウラEleven 1（2月10日、麒麟堂 DGU-19）全11名
- ATTACKERS イラマチオ BEST（2月28日、アタッカーズ 5ATK-076）全16名
- ハイパーデジタルモザイク あの娘のセックスをもう1度スペシャル（4月13日、ムーディーズ MIBD-053）全10名
- フェラチオ BEST 4（4月26日、ムーディーズ 5MDE-252）全15名
- 萌え～！！ 美乳むすめ4時間！！ 2（7月14日、アリスJAPAN DV-642）全4名
- 7つのコスチュームでパコパコパラダイス 鈴木麻奈美 金沢文子（11月7日、北都 LTTL-002）
- ヴィンテージ シックス（12月27日、アトラス21 AVD-346）全6名
  - ヴィンテージ シックス 永久保存版（2015年12月30日、アトラス21 AVD-056）全6名

2007年
- Fragrance Best（2月25日、イエロー ELO-086）全12名
- Body Shop SPECIAL ボディパーツを徹底恥辱！ 百瀬あかね 木下まこ 鈴木麻奈美（3月13日、NEO ATLAS UQUV-46）全3名
- Beauty Style Best（3月25日、イエロー ELO-090）全12名
- ワンズファクトリー8時間プレミアムエディション 有名女優40人のおマンコ 2枚組（5月1日、ワンズファクトリー WF-005）全40名
- S級女優 フェラチオ 4時間20人（5月7日、S級企画 BIQL-1）全20名
- ハイパーデジタルモザイク4時間（8月1日、ムーディーズ MIBD-185）全10名
- 痴女手コキ4時間（8月13日、ムーディーズ MIBD-186）全29名
- AVアイドル伝説Special（9月1日、A-BOX ABOD-131X）全6名
- 流出！AV女優過激映像集（9月1日、A-BOX ABOD-134）全6名
- 熟女SM総集編（10月7日、アタッカーズ ATKD-109）全9名

2008年
- ATTACKERS イラマチオ BEST 4（1月7日、アタッカーズ ATKD-114）全17名
- AV女優24人のプライベートSEX 4時間（1月25日、イエロー ELO-137）全24名
- 超過激!人気女優コスプレFUCK 8時間（2月19日、A-BOX ABOD-221）全12名
- ハイモザ 騎乗位FUCK4時間（4月1日、ムーディーズ MIBD-270）全9名
- MOODYZ人気女優のセックス！！ハイモザかけなおし4時間（4月13日、ムーディーズ MIBD-275）全14名
- ヌルべちょローションFUCK4時間（7月1日、ムーディーズ MIBD-300）全23名
- あの有名女優の裏映像全てみせます！！8時間スペシャル（9月25日、北都 KKVX-001）全14名
- 激裏大放出！！あのアイドルたちのお宝映像集（10月7日、G-STYLE HGWD-019）全10名
- 夫の目の前で犯されて BEST 4（10月7日、アタッカーズ ATKD-129）全5名
- ドリームウーマン大全集vol.1〜50 50人50作品夢の8時間（11月1日、ムーディーズ MIBD-335）全50名
- 完全ノーカット版 女怪盗女豹DX（12月7日、アタッカーズ ATAD-054）全6名 ※「女怪盗 女豹3 ゴッホの贋作」「女怪盗 女豹4 密林の秘宝プアゾン」を収録
- 宇宙企画 The Complete till 2008 完全限定版（12月26日、宇宙企画 MDS-532）全100名

2009年
- ATTACKERS 女優名鑑 3（1月7日、アタッカーズ ATAD-056）全5名
- THE AV WORLD SPECIAL 夢の24時間SPECIAL BOX（3月19日、ROOKIE TRKI-008）全56名
- あの人気女優の激裏FUCK 大公開スペシャル！（5月7日、北都 RCJX-001）全10名
- キスがスキ絡み合う女優50人の唇と舌4時間（8月13日、ムーディーズ MIBD-424）全50名
- あのアイドルがスーパーリマスターREMIXで甦る 総集編（8月21日、ビデオバンク BNDV-00692）全22名
- 訳あり人妻のイケない情事50タイトル8時間 広瀬奈々美 南波杏 春菜まい 鈴木麻奈美 ほか（11月13日、ムーディーズ MIBD-446）多数出演 - 50タイトルを8時間に編集

2010年
- アリスJAPAN看板シリーズ 女尻 スター女優の美尻たっぷりリモザイク特別盤（3月12日、アリスJAPAN PDV-104）全22名
- THE AV WORLD SPECIAL 夫の目の前で犯された純な妻たち 20話480分（5月19日、ROOKIE RKI-070）全20名
- アリスJAPAN看板シリーズ 逆ソープ天国 リモザイク特別盤（8月13日、アリスJAPAN PDV-122）全23名
- MOODYZ 10周年記念作品集 人気女優編（9月13日、ムーディーズ MIBD-514）全190名

2011年
- ズボ挿しオナニー狂40人4時間（4月1日、ムーディーズ MIBD-551）全40名
- アリスピンクファイル歴代人気女優20名（6月24日、アリスJAPAN PDV-141）全20名
- あなた、許して…。総集編 4（11月7日、アタッカーズ ATKD-180）全5名
- ATTACKERS 女捜査官BEST 4（12月7日、アタッカーズ ATKD-181）全6名

2012年
- 美少女AV女優の頂点 1990年代セレクション（1月7日、オールアダルトジャパン AAJ-003）全24名
- 女怪盗 女豹 完全保存版 001（6月7日、アタッカーズ ATAD-082）全16名 ※アタッカーズ15周年記念作品。「女怪盗 女豹」シリーズ、7タイトルを収録
- ATTACKERS やめて、離して…-ファーストレイプ集-（8月7日、アタッカーズ ATKD-186）全20名
- ATTACKERS 凌辱イラマチオ 50人390分（9月7日、アタッカーズ ATKD-187）全50名
- あなた、許して…。完全保存版002（9月7日、アタッカーズ ATAD-087）全12名

2013年
- ATTACKERS 誰か助けてっ…！-ファーストレイプ集 2-（3月7日、アタッカーズ ATKD-193）全20名
- 調教で堕ちた女たち16時間（3月19日、ROOKIE RKI-245）全100名
- 痴漢総集編 4時間 こんな所で…なのに、なのに私ったら…！（5月7日、アタッカーズ ATKD-196）全5名
- 厳選、美女凌辱 いい女は犯しても美しい 選りすぐり美女16人480分（7月7日、アタッカーズ ATKD-198）全16名
- 凌辱美脚レイプ BEST 480分（12月7日、アタッカーズ ATKD-205）全21名
- 美人女将 凌辱女体接待スペシャル（12月7日、アタッカーズ ATKD-206）全4名

2014年
- ATTACKERS お願い、もうやめて！-ファーストレイプ集 3-（4月7日、アタッカーズ ATKD-214）全22名
- 2000年代AV界の頂点を極めたAV女優100人16時間（5月19日、ROOKIE RKI-339）全100名
- NEO出血大制服ノーカット Vol.6 永久保存版（7月31日、アトラス21 AVD-020）全4名
- 温泉宿やホテルでの濃厚＊濃密な秘密の情事 浴衣姿の色っぽいイイオンナ（11月19日、ROOKIE RKI-380）全49名

2015年
- NEO出血大制服 完全版 Vol．3 永久保存版（2月28日、アトラス21 AVD-040）全22名
- ストーカー 狂気の妄想恋愛の果てに… THE BEST8時間（3月7日、アタッカーズ ATKD-233）全4名
- いいなりマゾ女を性調教凌辱 16時間（3月19日、ROOKIE RBB-017）全40名

2016年
- こんな所で…なのに、なのに私ったら…！完全保存版001（4月7日、アタッカーズ ATKD-242）全4名

2017年
- あなたに愛されたくて。 完全保存版002（6月19日、アタッカーズ ATKD-249）全4名

2023年
- 完全保存版KUKI人気女優BEST Vol.8 流星ラム 鈴木麻奈美（9月1日、KUKI QX-707）

発売年不明
- LOVE LOVE LESSON VOL.2 鈴木麻奈美 藤野あかね（ひりゅうビジュアルネットワーク LL-002）VHS
- LOVE LOVE Lesson SPECIAL（ひりゅうビジュアルネットワーク LL-007）VHS 全8名
- FINAL Super裏Secret（染夜エンタープライズ FSS-009）VHS 多数出演
- 女神 若菜瀬奈 藤谷京子 瞳リョウ 水谷リカ 三浦あいか 川奈ゆい 舞島美織 メイファ 藤谷かな 高瀬ちか（メディアバンク MAV-004）VHS 全10名
- 連発ZAURUS GOLD 12（ワイルド・セブン RZG-012）VHS 多数出演
- 連発ZAURUS GOLD 13（ワイルド・セブン RZG-013）VHS 多数出演
- 連発ZAURUS GOLD 14（ワイルド・セブン RZG-014）VHS 多数出演
- バイアグラ 女優最新版 鈴木麻奈美（MAGUNAMU SY-10）VHS
- 隠微な果実 鈴木麻奈美（Fruit Dream FD-006）VHS
- パーフェクトボディ 鈴木麻奈美（パーフェクトムービー PB-043）VHS
- ハードコア・ボディ 愛蔵版 鈴木麻奈美（h.m.p IRV01-51）VHS
- 激裏通信 鈴木麻奈美 白石ひより 吉永ゆりあ（麒麟堂 DGU-09）DVD 全3名
- 女優ベストセレクション 8 白石ひとみ 細川百合子 鈴木麻奈美（アバンチュール BZ-008）DVD 全3名
- レジェンド・アイドル 鈴木麻奈美 小室友里 広末奈緒 ほか（ガイアプロジェクト MYS-003）DVD 全5名
- レジェンド・アイドル Vol.2 三浦あいか 藤崎彩花 しいな純菜 鈴木麻奈美 ほか（ガイアプロジェクト MYS-004）DVD 全5名

### イメージビデオ
- 鈴木麻奈美 COVER GIRLS 2（1999年、英知出版 BEV72-83）全4名

### 一般ビデオ
- ゆらら 心休まる温泉百選 石川県・山代温泉編（2000年7月20日、ソフトオンデマンド YRR-001）

### アダルトビデオ（無修正）
- カミカゼプレミアム 013 鈴木麻奈美（2007年1月2日、神風 KP-013）
- トラ トラ プラチナ Vol.2 鈴木麻奈美（2007年4月5日、トラトラトラ TRP-002）
- 魅せてあげる 鈴木麻奈美（2007年11月21日、ワンピース OP-008）

※ 出演作ほか多数

### オリジナルビデオ
- ザ・ショーガール（1998年5月21日、ミュージアム）監督:吉村典久 [7]
- ソムリエの女（1998年7月21日、ミュージアム）監督:永田智春 - 主演 [8]
- 制服狩り 3（1998年12月4日、彩プロ＝徳間ジャパンコミュニケーションズ）監督:後藤秀司 [9]
- 告白の性 私、コクるんです（1999年2月25日、ビームエンタテインメント）監督:真村涼 他 - 6話のオムニバス作品 [10]
- 制服悶絶図鑑（2003年6月6日、リップス）監督:後藤秀司 [11]

### CD
- 近くて遠くの…〜Heart Warming Dream〜（作詞 鈴木麻奈美 作曲 周）／遥かな夢（作詞 鈴木麻奈美 作曲 周）（2000年、TRUST SYSTEM INC.）SZKM-0001 限定品
- やさしさに包まれていたいの（作詞 鈴木麻奈美 作曲 周）／AFFECTION（作詞 鈴木麻奈美 作曲 周）（2000年、TRUST SYSTEM INC.）SZKM-0002 限定品
- そばにいて（作詞 鈴木麻奈美 作曲 周）／遥かな夢II〜波を数える少年は〜（作詞 鈴木麻奈美 作曲 周）（2001年、TRUST SYSTEM INC.）SZKM-0003 限定品

## 出演

### テレビドラマ
- 「只今満室」（2000年10月14日 - 12月16日、主演:榎本加奈子 - ゲスト出演
- 金曜ナイトドラマ 特命係長 只野仁 1stシーズン 第7話 会長の秘密（2003年8月22日、テレビ朝日）- ゲスト出演 ミサキ 役

### 紀行番組
- 美女と湯めぐり （旅チャンネル） - #11修善寺温泉／#12伊東温泉

### SEXY系
- Peach-Pit 桃のたね #12（MONDO TV）
- 女優温泉 #83（エンタメ〜テレ☆シネドラバラエティ）

## 書籍

### 写真集
- フォトアルバム 4 厳選美少女53人の永久保存版アルバム（1999年2月25日、英知出版）ISBN 9784754212209 全53名
- 鈴木麻奈美写真集 Queen 赤裸々（1999年6月20日、メディアックス）撮影:横山こうじ ISBN 9784896138207
- 野川イサム写真集 超実物大 2 小沢まどか 麻宮淳子 鈴木麻奈美 若菜瀬奈 ほか（1999年12月20日、ブックマン社）撮影:野川イサム ISBN 9784893083821
- 鈴木麻奈美とエロチカ7 川人忠幸のカーマ・スートラ（2001年、フリーダム・エフ）撮影:川人忠幸
- ザ・ストリッパー 3 舞姫伝説46人 鈴木麻奈美 山咲あかり 日吉亜衣 国府田ひとみ 小森まみ 他（2001年3月30日、双葉社）撮影:原芳市 ISBN 9784575292039 全46名
- ストリッパー写真集 Strip the Nudie ストリップを彩る41人の舞姫たち。 井上千尋 宮木汐音 夕樹舞子 小森まみ 鈴木麻奈美 他（2002年12月29日、オデッセウス出版）撮影:大駅寿一 ISBN 9784872765229 全41名
- 激写2000 美輪はるな 葵みのり 藤森かおり 鈴木麻奈美 ほか（2000年11月1日、小学館）撮影:篠山紀信 ISBN 9784091031280 全15名

### デジタル写真集
- 鈴木麻奈美写真集 蚊屋の中の女 - AnotherVersion -
- 鈴木麻奈美写真集 LOVE DOLL
- 鈴木姉妹写真集 CROSS ROAD
- EYE FOR YOU 鈴木麻奈美
- EYE FOR YOU 2 鈴木麻奈美

### 雑誌
- Bejean 1998年3月号、7月号、9月号（付録:鈴木麻奈美等身大ポスター）、10月号、12月号、1999年1月号、5月号、6月号、2000年5月号、7月号（英知出版）
- URECCO 1998年4月号、1999年7月号、2000年1月号、2003年10月号（ミリオン出版）
- THE トップビデオ 1998年11月号（ダイアプレス）
- ビデオ情報 1998年11月30日盛秋増刊号（鈴木麻奈美:完全カタログ）（日本文芸社）
- ビデオボーイ 1999年1月号（英知出版）
- PHOTO SHOT DX VOL.1（1999年1月20日、英知出版）
- オレンジ通信 1999年3月号（表紙）（東京三世社）
- ベストビデオ 1999年3月号、12月号（三和出版）
- OKay! 1999年3月号（東京三世社）
- おとこの遊び専科 1999年4月号（特別付録:鈴木麻奈美等身大ヘアヌードポスター）（青人社）
- Action HIGH School 1999年8月号（桃園書房）
- ビデオジャンキーズ 1999年8月号（晋遊舎）
- SHARK Vol.5（1999年10月20日、ベストセラーズ）
- 女犯写真 鬼畜の所業 1999年11月号（東京三世社）
- パイン（1999年11月10日、笠倉出版社）
- DVD＆VIDEO-CD SOFT CATAROG 2000年1月号（晋遊舎）
- cospet URECCO 2000年12月25日号増刊（ミリオン出版）
- ビデオ独立系インディーズ 2001年2月号 VOL.8（三和出版）
- SHARK Vol.12（2001年3月20日、ベストセラーズ）
- バイブズショットX（2002年11月10日、アポロ出版）
- diva 02 鈴木麻奈美（2003年2月5日、マイウェイ出版）
- DMM 2003年5月号（2003年5月1日、ジーオーティー）
- 増刊 鈴木麻奈美 2003年8月号（ジーオーティー）
- ビデオ・ザ・ワールド 2005年6月号（コアマガジン）